# 亨德利·托马斯
亨德利·托马斯（Hendry Thomas，1985年2月23日—），出生于洪都拉斯拉塞瓦，洪都拉斯足球运动员，现效力于美職聯球队科羅拉多急流，他曾代表洪都拉斯国奥队参加2008年北京奥运会，现在是洪都拉斯国家队的成员。

## 俱乐部生涯
托马斯第一次参加职业比赛是在2001年9月21日代表CD奥林匹亚出战皇家科马亚瓜，此时他还未满17周岁。他一直代表奥林匹亚队征战洪都拉斯联赛，并打进奥林匹亚俱乐部历史的第2000个进球。期间他曾经前往法甲图卢兹试训，但没有获得成功。
2009年7月，维甘竞技宣布和托马斯签订三年的合约。托马斯迅速融合到球队，并在8月15日对阵阿斯顿维拉的比赛中上演了自己的英超首秀，他表现出色，贡献了一次助攻帮助维甘竞技2比0击败对手。

## 国家队生涯
托马斯从2005年开始入选洪都拉斯国家队，很快就在国家队占据了主力位置。2008年3月26日，他在和哥伦比亚的友谊赛中打进自己首个国家队进球。
他还以队长的身份代表洪都拉斯国奥队参加了2008年北京奥运会。

## 荣誉
- CD奥林匹亚
  - 洪都拉斯联赛冠军：2000-01秋季, 2002-03秋季, 2003-04春季, 2004-05春季, 2005-06秋季, 2005-06春季, 2007-08春季, 2008-09春季

## 其他
现在在意甲踢球的大衛·蘇亞素是托马斯的表哥。